# 拱形拟脊鸟蛤
是帘蛤目鸟尾蛤科拟脊鸟蛤属的一种。主要分布于中国大陆、台湾，常栖息在水深36米。